# Christine Trumanová
Christine Clara Trumanová Janesová (* 16. ledna 1941, Loughton) je bývalá britská tenistka. V roce 1959 vyhrála ženskou dvouhru na Roland Garros. Roku 1961 hrála finále Wimbledonu (podlehla krajance Angele Mortimerové) a v roce 1959 finále US Open, kde nestačila na Brazilku Marii Buenovou. Podle statistik Lance Tingaye byla Trumanová v letech 1957 až 1961 a také v roce 1965 v první světové singlové desítce a v roce 1959 byla světovou dvojkou. V ženské čtyřhře slavila triumf na Australském mistrovství 1960, její spolubojovnicí byla Buenová. Hrála i deblové finále ve Wimbledonu roku 1959, po boku jí tehdy stála Američanka Beverly Bakerová. V Poháru federace byla její bilance 8 výher a 5 proher. Tenisty byli i její bratr Humphrey a její sestra Nell. V prosinci 1967 se provdala za ragbistu Gerryho Janese a měli poté čtyři děti, mezi nimi i tenistku Amandy Keenovou. Hráčskou kariéru ukončila v roce 1975 a ve stejném roce se stala komentátorkou pro BBC Radio. Po roce 2011 vydala několik knih pro děti. Roku 2001 obdržela Řád britského impéria.